# Albert Richard Mohr

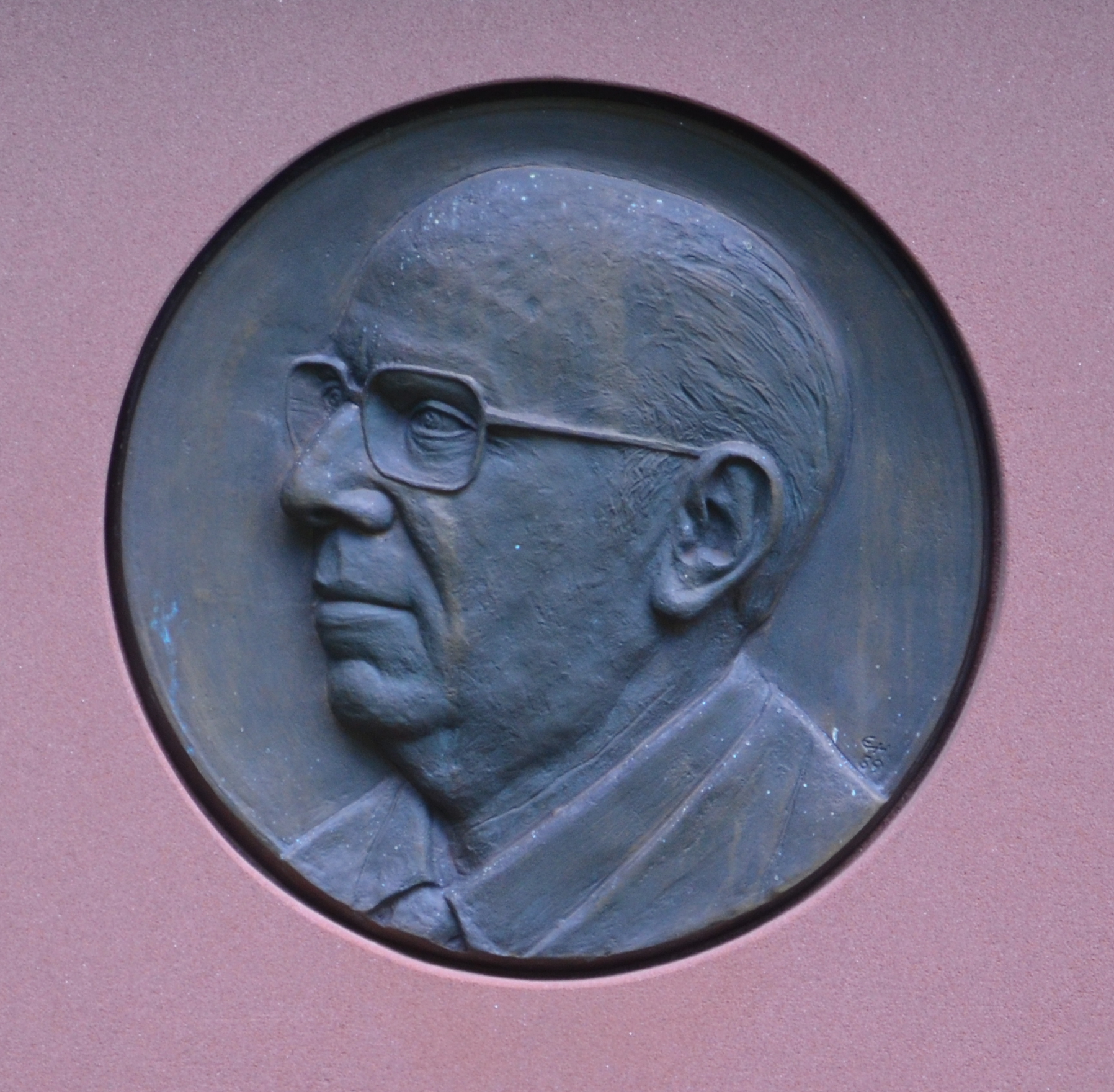
Porträt von Albert Richard Mohr auf seinem Grabstein

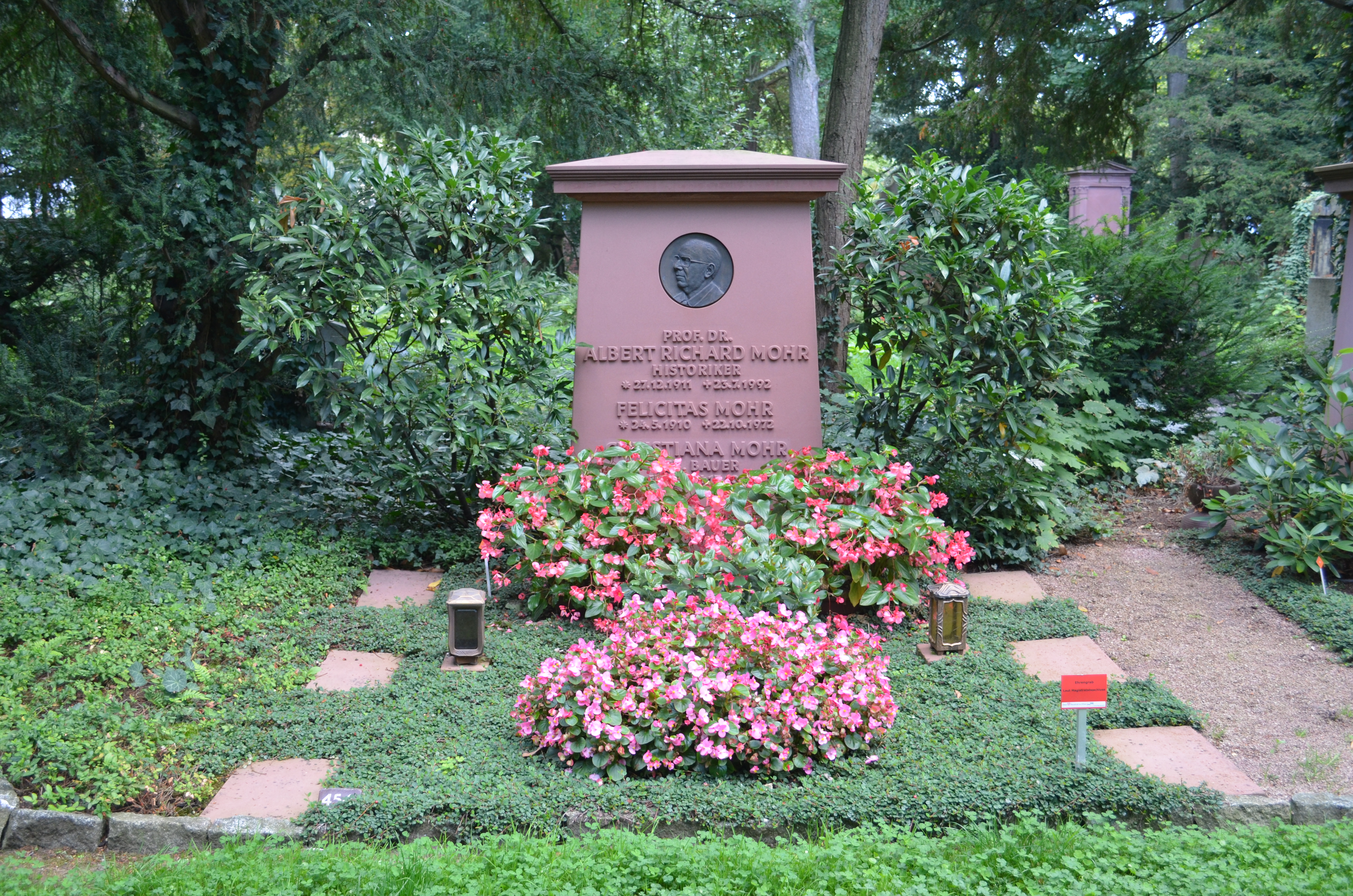
Ehrengrab von Albert Richard Mohr auf dem Frankfurter Hauptfriedhof

Albert Richard Mohr (* 27. Dezember 1911 in Frankfurt am Main; † 23. Juli 1992 ebenda) war ein deutscher Musik- und Theaterwissenschaftler. Er wurde mit dem Großen Verdienstkreuz der Bundesrepublik Deutschland ausgezeichnet.

## Leben
Nach einem Studium an der Universität Frankfurt war Mohr zunächst Assistent am Musikwissenschaftlichen Seminar, in dieser Zeit gründete er auch den Arbeitskreis für neue Musik. Von 1937 bis 1943 war er Dozent für Musik und Theatergeschichte an der Staatlichen Hochschule für Musik. Später wirkte er, unter anderem als Dramaturg und künstlerischer Betriebsdirektor, an der Frankfurter Oper, bis diese 1944 im Krieg zerstört wurde.
Danach arbeitete Mohr bis 1976 hauptberuflich als Lizenzträger für das Musiktheater bei der Bundesanstalt für Arbeit. Besonders sein ehrenamtliches Engagement war von großer Bedeutung. Unter anderem setzte er sich für den Wiederaufbau zerstörter Kulturstätten wie der alten Oper ein. 1969 erhielt er die Ehrendoktorwürde der Universität San Carlo in Rom, ab 1970 hatte er eine Professur auf Lebzeiten an der Southern Illinois University inne.

## Auszeichnungen
Mohr wurde 1989 das Große Verdienstkreuz des Verdienstordens der Bundesrepublik Deutschland verliehen, außerdem erhielt er zahlreiche weitere Auszeichnungen, darunter 1972 die Ehrenplakette, 1976 die Goetheplakette der Stadt Frankfurt am Main und 1982 die Goethe-Plakette des Landes Hessen. Sein Grab auf dem Frankfurter Hauptfriedhof ist ein Ehrengrab.